# 東京都道・神奈川県道139号真光寺長津田線

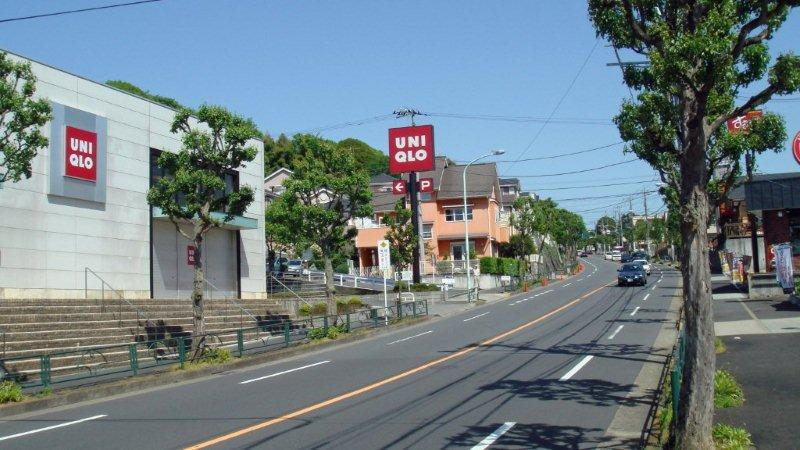
町田市能ヶ谷7丁目付近

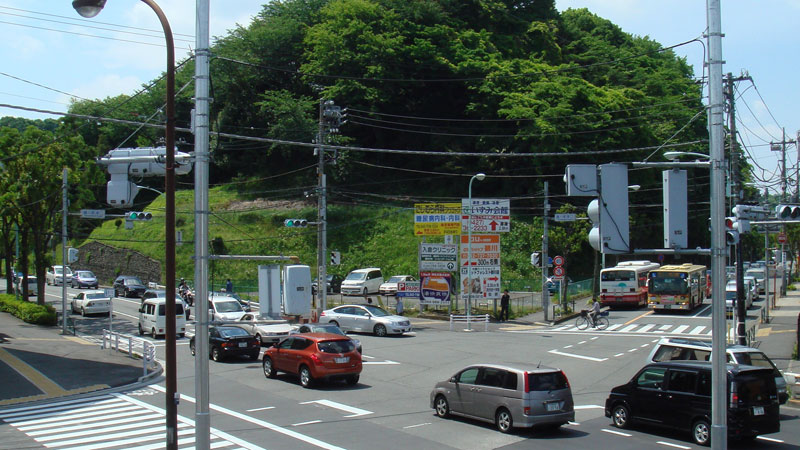
鶴川駅東口交差点

東京都道・神奈川県道139号線真光寺長津田線（とうきょうとどう・かながわけんどう139ごう しんこうじながつたせん）とは、東京都町田市から神奈川県横浜市緑区を結ぶ一般都道・県道である。

## 概要
この道路は町田市では主に鶴川街道と、川崎市・横浜市内では主にこどもの国通りと呼ばれ、真光寺町と長津田町を南北に結んでいる。都県境付近では鶴が丘ガーデンホスピタル（旧・鶴が丘病院）前の信号（名称なし）から東側が県道（自動車通行不可）となっており、南側のこどもの国西側交差点までは横浜市都市計画道路真光寺長津田線である。

### 路線データ
- 起点：東京都町田市真光寺町・真光寺十字路交差点（鶴川街道・東京都道19号町田調布線）
- 終点：神奈川県横浜市緑区長津田町・片町交差点（国道246号）
- 総延長：10,215m（実延長、2016年4月1日現在）
  - 東京都：3,048m[1]
  - 神奈川県：7,167m（川崎市：1,496m[2]・横浜市：5,671m[3]）
- 総面積：115,874m2
  - 東京都：45,619m2
  - 神奈川県：70,255m2（川崎市：16,973m2、横浜市：53,282m2）

## 路線状況

### 通称
- 鶴川街道（真光寺十字路交差点 − 鶴川駅東口交差点）
- こどもの国通り（鶴川駅東口交差点 − 中恩田橋交差点 - 田奈小学校入口交差点）

### 重複区間
- 神奈川県道140号川崎町田線（中恩田橋交差点 - 田奈小学校入口交差点）

### 道路施設

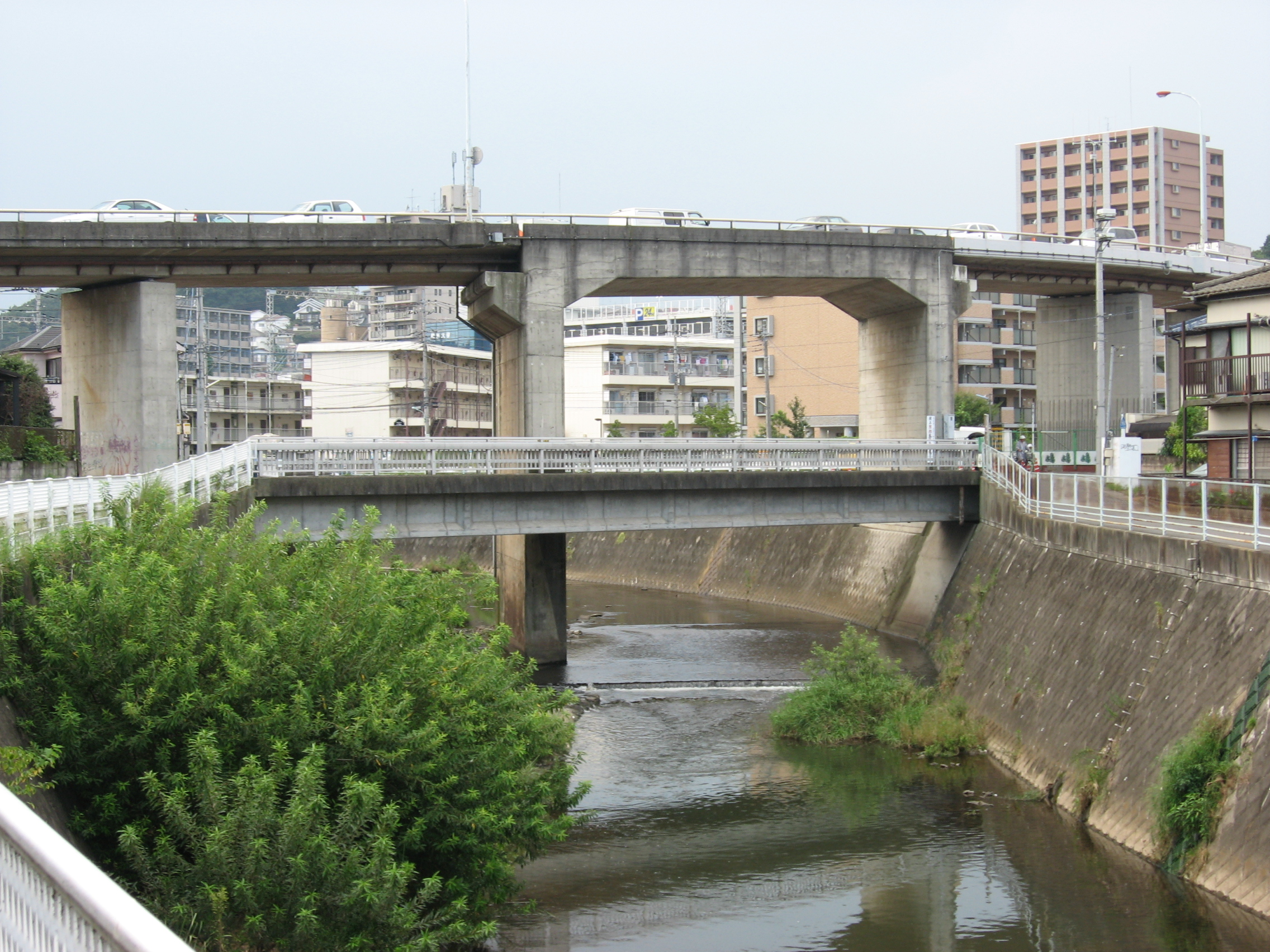
岡上跨線橋

#### 橋梁
- 岡上跨線橋（小田急小田原線） - 車道部分は歩行者通行禁止
- 神前橋（奈良川）
- 奈良橋（旧奈良川）
- 恩田奈良橋（奈良川）
- 浅山橋（恩田川）

#### トンネル
- 長津田地下道 - 旧JR横浜線柿生踏切・旧東急田園都市線田奈一号踏切の地下に整備されたアンダーパスで、二俣に分岐して駅前で合流する。

## 地理

### 通過する自治体
- 東京都
  - 町田市
- 神奈川県
  - 川崎市（麻生区） - 川崎市の飛地である岡上地区を経由する

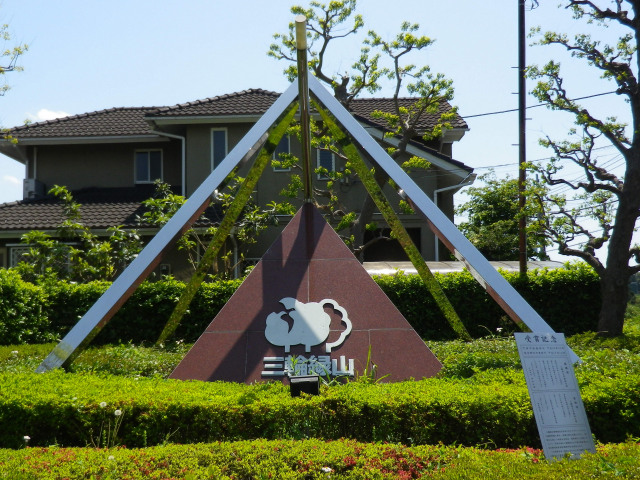
三輪緑山住宅入口

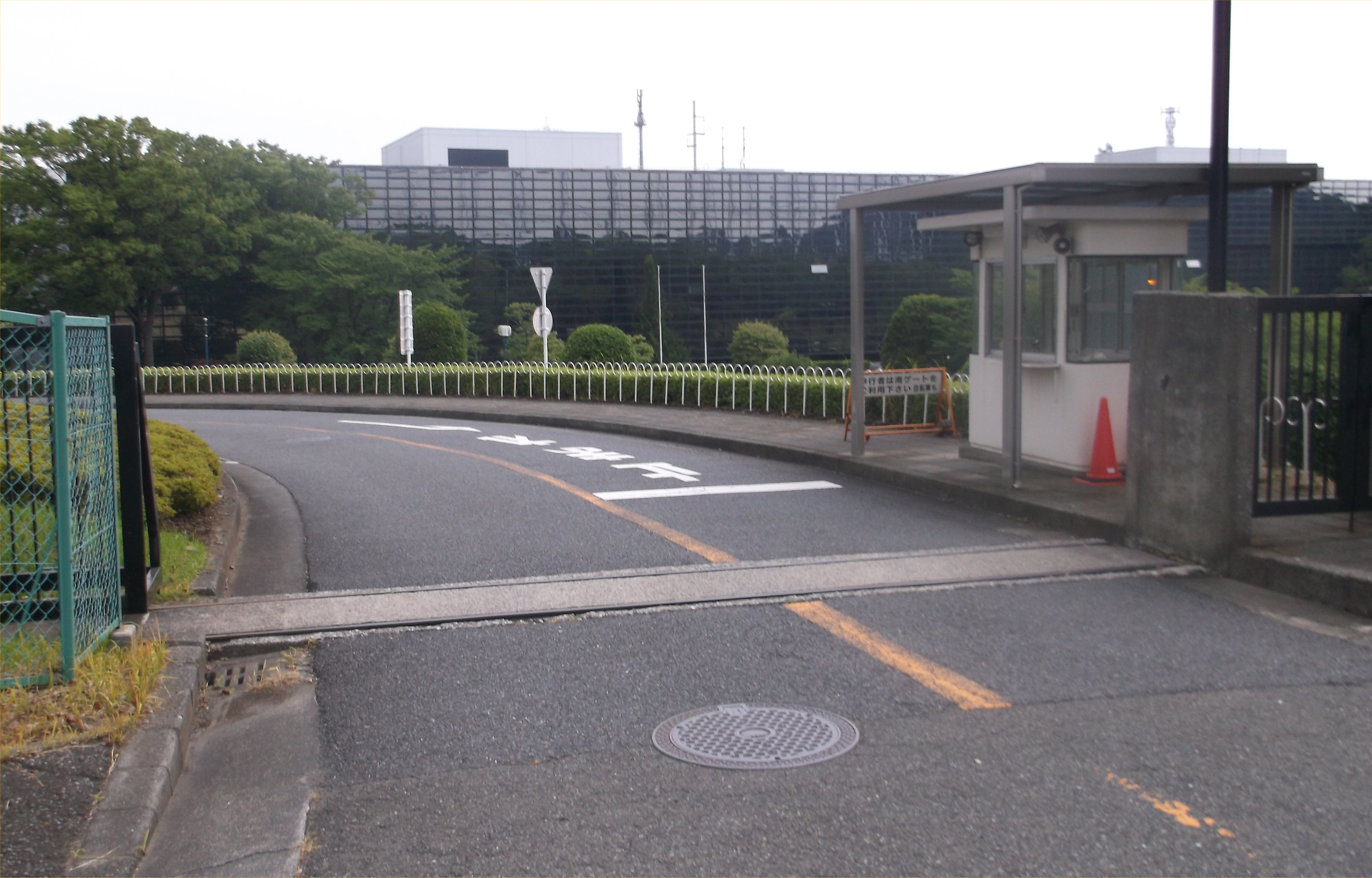
緑山スタジオ・シティ入口

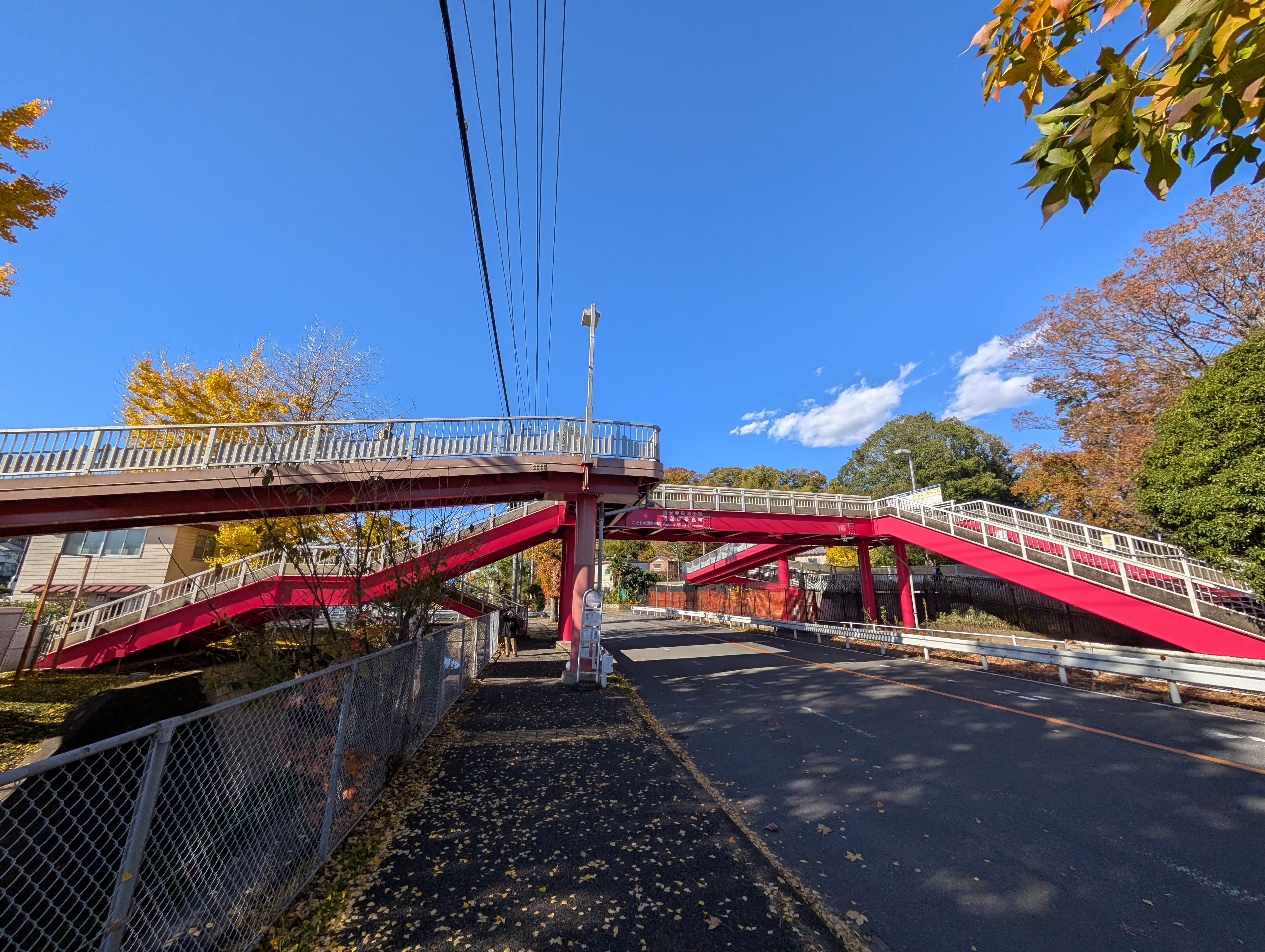
こどもの国歩道橋

  - 横浜市（青葉区、緑区）

### 交差する道路
- 東京都道19号町田調布線（真光寺十字路交差点・起点）
- 東京都道3号世田谷町田線（鶴川駅東口交差点）
- 神奈川県道140号川崎町田線（成瀬街道、中恩田橋交差点）
- 神奈川県道140号川崎町田線（田奈小学校入口交差点）
- 横浜市都市計画道路山下長津田線（長津田駅南口入口交差点）
- 国道246号（片町交差点・終点）
- Google マップ

### 周辺の施設
- 鶴川駅
- TBS緑山スタジオ
- こどもの国
- こどもの国駅
- 恩田駅
- 長津田駅